# Штадлер, Рольф
Рольф Пауль Штадлер (нем. Rolf Paul Stadler; 22 марта 1929, Кольдиц — 6 августа 2006) — немецкий дирижёр.
Учился в Дрездене, затем в Лейпцигской высшей школе музыки. В 1948—1950 гг. второй дирижёр окружного театра Гриммы и Вурцена, с 1950 года первый капельмейстер в Дёбельне. Затем дирижировал операми в Майсене и Плауэне, руководил курортным оркестром в Бад-Эльстере. В 1961—1970 гг. возглавлял оркестр в Рудольштадте. В 1970—1991 гг. первый капельмейстер и вице-генеральмузикдиректор в Магдебурге, занимался преимущественно оперным репертуаром. В 1992—1995 гг. главный дирижёр Среднеэльбского концертного оркестра в Шёнебеке.